# Hypogastrura madera
Hypogastrura madera är en urinsektsart som beskrevs av Christiansen och Bellinger 1980. Hypogastrura madera ingår i släktet Hypogastrura och familjen Hypogastruridae. Inga underarter finns listade i Catalogue of Life.